# Aposentadoria por idade
A aposentadoria por idade é o benefício concedido ao segurado da Previdência Social que atingir a idade considerada risco social. A matéria é regulamentada pela Lei 8.213/91, arts. 48 a 51; e pelo Regulamento da Previdência Social, Decreto 3048/99, arts. 51 a 55. A aposentadoria por idade é certamente o benefício previdenciário mais conhecido e tem o objetivo de garantir ao segurado sua manutenção e de sua família em caso de idade avançada do mesmo. Era o benefício conhecido popularmente como aposentadoria por velhice.
De acordo com o art. 51 do decreto supracitado, o benefício da aposentadoria por idade é concedido ao segurado urbano, quando completar 65 anos de idade, se homem, ou 60 anos se mulher, observada a carência; e ao segurado rural, exceto o empresário, quando completar 60 anos de idade se homem, ou 55 anos se mulher, observada a carência. Incluem-se neste último caso os segurados que exerçam suas atividades em regime de economia familiar, quais sejam:
- Segurado empregado que presta serviço de natureza rural a empresa, em caráter não eventual, sob sua subordinação e mediante remuneração, inclusive como diretor empregado.
- Contribuinte individual que presta serviço de natureza rural, em caráter eventual, a uma ou mais empresas, sem relação de emprego.
- Trabalhador avulso que, sindicalizado ou não, presta serviço de natureza rural, a diversas empresas, sem vínculo empregatício, com intermediação obrigatória do órgão gestor de mão-de-obra, ou do sindicato da categoria.
- Segurado especial- o produtor, o parceiro, o meeiro e o arrendatário rurais, o pescador artesanal e seus assemelhados, que exerçam suas atividades, individualmente ou em regime de economia familiar, com ou sem auxílio eventual de terceiros, bem como seus respectivos cônjuges ou companheiros e filhos maiores de dezesseis anos de idade ou a eles equiparados, desde que trabalhem comprovadamente com o grupo familiar respectivo.
- Os segurados garimpeiros que trabalham comprovadamente, em regime de economia familiar.

Entende-se como regime de economia familiar a atividade em que o trabalho dos membros da família é indispensável à própria subsistência e é exercido em condições de mútua dependência e colaboração, sem utilização de empregado.
A idade do segurado é comprovada através de:
- Certidão de registro civil de nascimento ou casamento, que mencione a data ou apenas o ano do nascimento ou simplesmente a idade, desde que se evidencie, inequivocamente, possuir o segurado a idade exigida;
- Título declaratório de nacionalidade brasileira (segurados naturalizados), certificado de reservista e carteira ou cédula de identidade policial;
- Qualquer outro documento que, emitido com base no registro Civil de nascimento ou casamento, não deixe dúvida quanto à sua validade para essa prova.

Já a comprovação do exercício de atividade rural será feita, conforme o parágrafo único do art. 51 do RPS, em relação aos meses imediatamente anteriores ao requerimento do benefício, mesmo que de forma descontínua, durante período igual ao da carência exigida para a concessão do benefício. O exercício de atividade rural é comprovado, entre outros, pelos seguintes documentos:
- Caderneta de inscrição pessoal, visada pela Capitania dos Portos, pela Superintendência do Desenvolvimento da Pesca - SUDEPE, pelo Instituto Brasileiro de Meio Ambiente e dos Recursos Renováveis - IBAMA, pelo Departamento Nacional de Obras contra as Secas – DNOCS; declaração da Receita Federal e filiação à colônia de pescadores.
- Certidão de Inscrição em órgão de fiscalização profissional, acompanhada do documento que prove o exercício de atividade.
- Contrato de arrendamento, parceria ou comodato rural.
- Declaração do Ministério Público.
- Comprovante de cadastro do Instituto Nacional de Colonização e reforma Agrária – INCRA, no caso de produtores em regime de economia familiar.
- Bloco de notas do produtor rural.
- Declaração de sindicato de trabalhadores rurais, desde que homologada pelo Ministério Público, ou outras autoridades constituídas definas pelo Conselho Nacional de Previdência Social – CNPS.

A carência para a concessão do benefício é de 180 contribuições. A carência somente é exigível para os segurados filiados ao Regime Geral de Previdência Social – RGPS, após 24 de julho de 1991, data da promulgação da Lei 8.213/91, que aumentou o período de 60 para 180 meses. Para os demais segurados existe uma regra de transição prevista no art. 142 da referida Lei.
Há, entretanto, uma discussão em torno do assunto. Alguns estudiosos do direito previdenciário acham que somente deveria ter direito a aposentadoria por idade os segurados que preenchessem todos os requisitos previstos em lei e que fossem vinculados ao RGPS. Assim, nenhum benefício deveria ser concedido ao segurado que não fosse filiado ao RGPS. Ocorre que uma decisão do Supremo Tribunal de Justiça (STJ) concede aposentadoria por idade a mulher, já sem a qualidade de segurada, no momento em que atinge a idade de 60. A decisão se justifica pelo fato de o segurado, mesmo tendo vertido contribuições para a previdência no passado, não mais ter direito ao benefício por não mais estar filiado do RGPS.
A este propósito, a Lei n °. 10.666/03 exclui a perda da qualidade de segurado para a aposentadoria por idade para aqueles que já tenham, no mínimo, a carência do benefício cumprida. O ato é inconstitucional, pois alarga o direito ao benefício, sem previsão de fonte de custeio respectiva.
Assim, quando se tratar de trabalhador urbano, a carência para a concessão do benefício é de 180 contribuições. No caso do trabalhador rural, não se exige contribuição mensal, mas tão somente a comprovação documental do efetivo exercício de atividade rural em relação aos meses imediatamente anteriores ao requerimento do benefício, mesmo que de formas descontínua durante período igual ao da carência exigida para a concessão do beneficio.
A aposentadoria por idade terá valor equivalente a 70% do salário-de-benefício, mais 1% a cada grupo de 12 contribuições mensais, até o máximo de 30%, totalizando assim 100%. Fica garantido ao segurado com direito a aposentadoria por idade a opção pela não aplicação do fator previdenciário, devendo o Instituto Nacional de Seguro Social, quando da concessão do benefício, proceder ao cálculo da renda mensal inicial com e sem o fator previdenciário.
A data de obtenção do beneficio é obtida da seguinte forma:
- Ao segurado empregado, inclusive o doméstico:
  - a partir da data do desligamento do emprego, quando requerida até 90 dias até depois dela; ou,
  - a partir da data do requerimento, quando não houver desligamento do emprego ou quando for requerida após o prazo do item anterior; e,
- Para os demais segurados, a partir da data de entrada do requerimento.

A aposentadoria por idade pode ser requerida pela empresa, desde que o segurado tenha cumprido a carência, quando este completar setenta (70) anos de idade, se do sexo masculino, ou sessenta e cinco (65), se do sexo feminino, sendo compulsória, caso em que será garantida ao empregado a indenização prevista na legislação trabalhista, considerada como data da rescisão do contrato de trabalho a imediatamente anterior à do início da aposentadoria.
A aposentadoria por idade poderá ser, ainda, decorrente da transformação da aposentadoria por invalidez ou auxílio doença, desde que requerida pelo segurado, observado o cumprimento da carência exigida na data de início do benefício a ser transformado.